# 미끼와 고삐
《미끼와 고삐》는 1984년 3월 3일에 방영된 TV문학관이다.

## 줄거리
하역회사의 말단 사원인 병호(양재성)는 짝사랑하던 은행원 상희(윤미라)와 여러 우여곡절을 거친 끝에 결혼한다. 이후 만삭이 된 상희는 더 넓은 집으로 이사하기 위해 결혼반지를 팔겠다고 병호에게 말한다. 그러자 병호는 크게 당황한다. 사실 병호는 가짜 반지를 상희에게 선물했었는데...

## 출연
- 양재성
- 윤미라
- 유가영
- 임병기
- 최정훈
- 최명수
- 이진숙
- 최창호
- 송석호
- 이강수
- 김재만
- 윤성국
- 김혜경
- 최문선
- 이종민